# Miconia longicuspidata
Miconia longicuspidata är en tvåhjärtbladig växtart som beskrevs av Susanne Sabine Renner och Renato Goldenberg. Miconia longicuspidata ingår i släktet Miconia och familjen Melastomataceae. Inga underarter finns listade i Catalogue of Life.